# Trifolium striatum
Trifolium striatum là một loài thực vật trong chi Trifolium.

## Hình ảnh

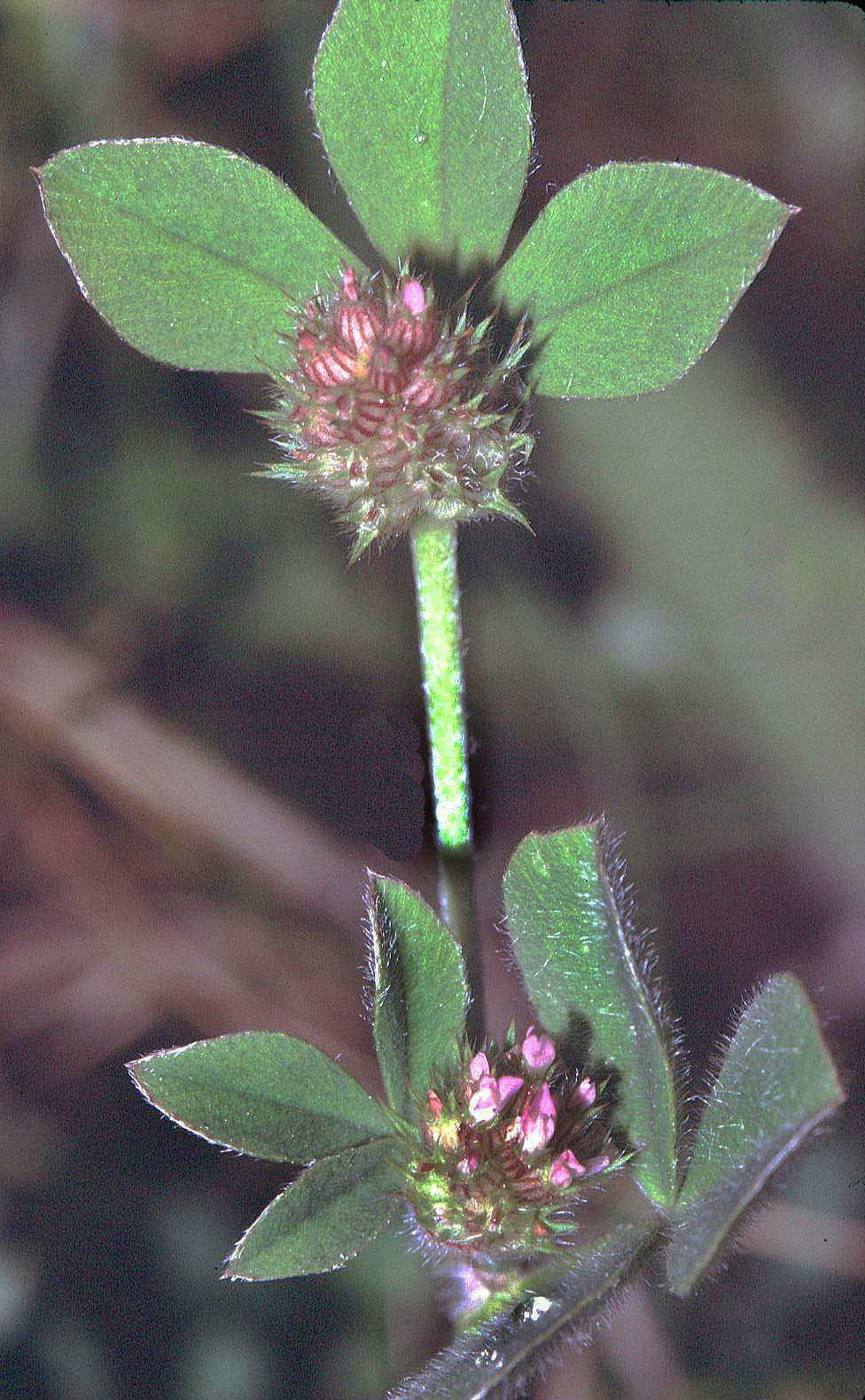
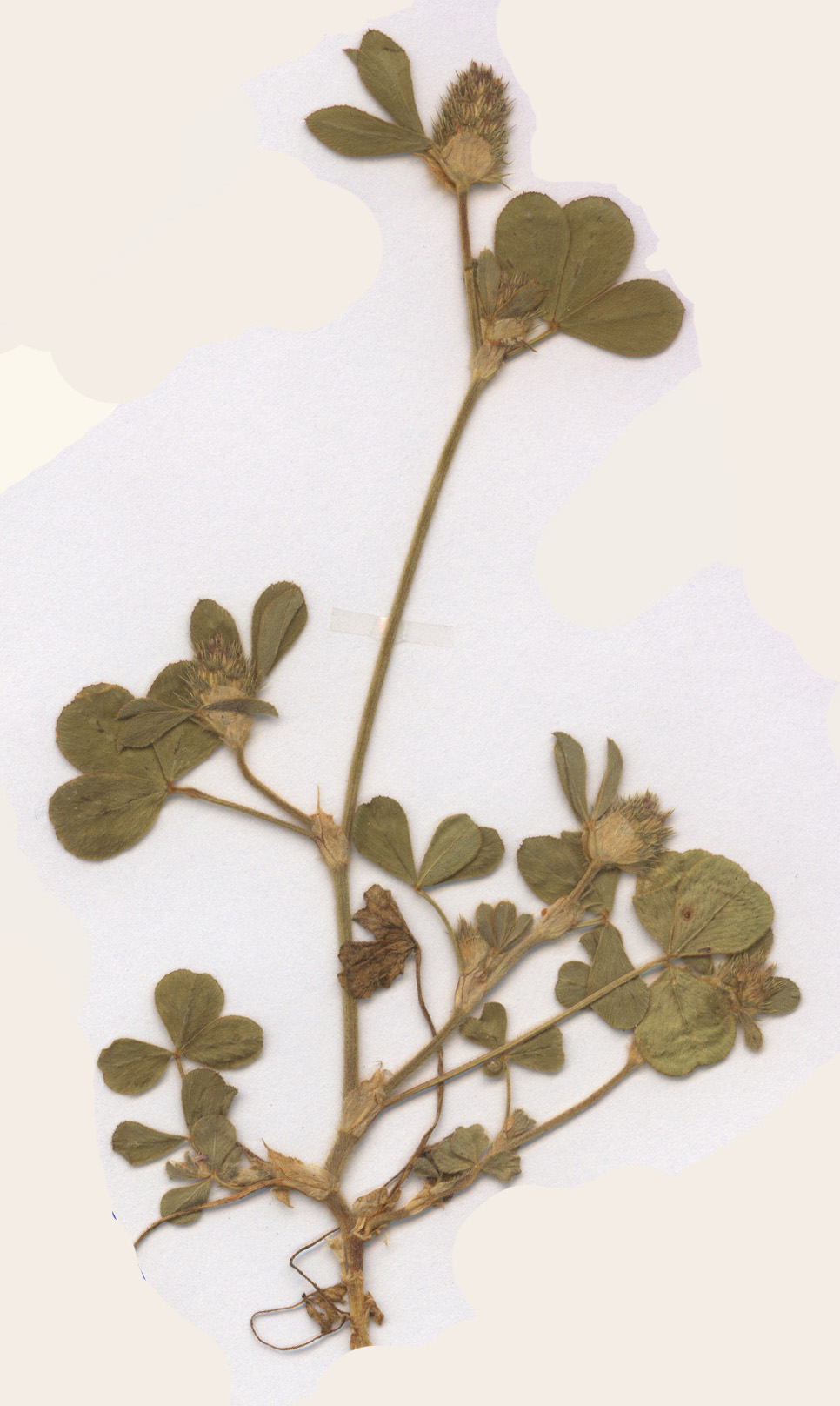
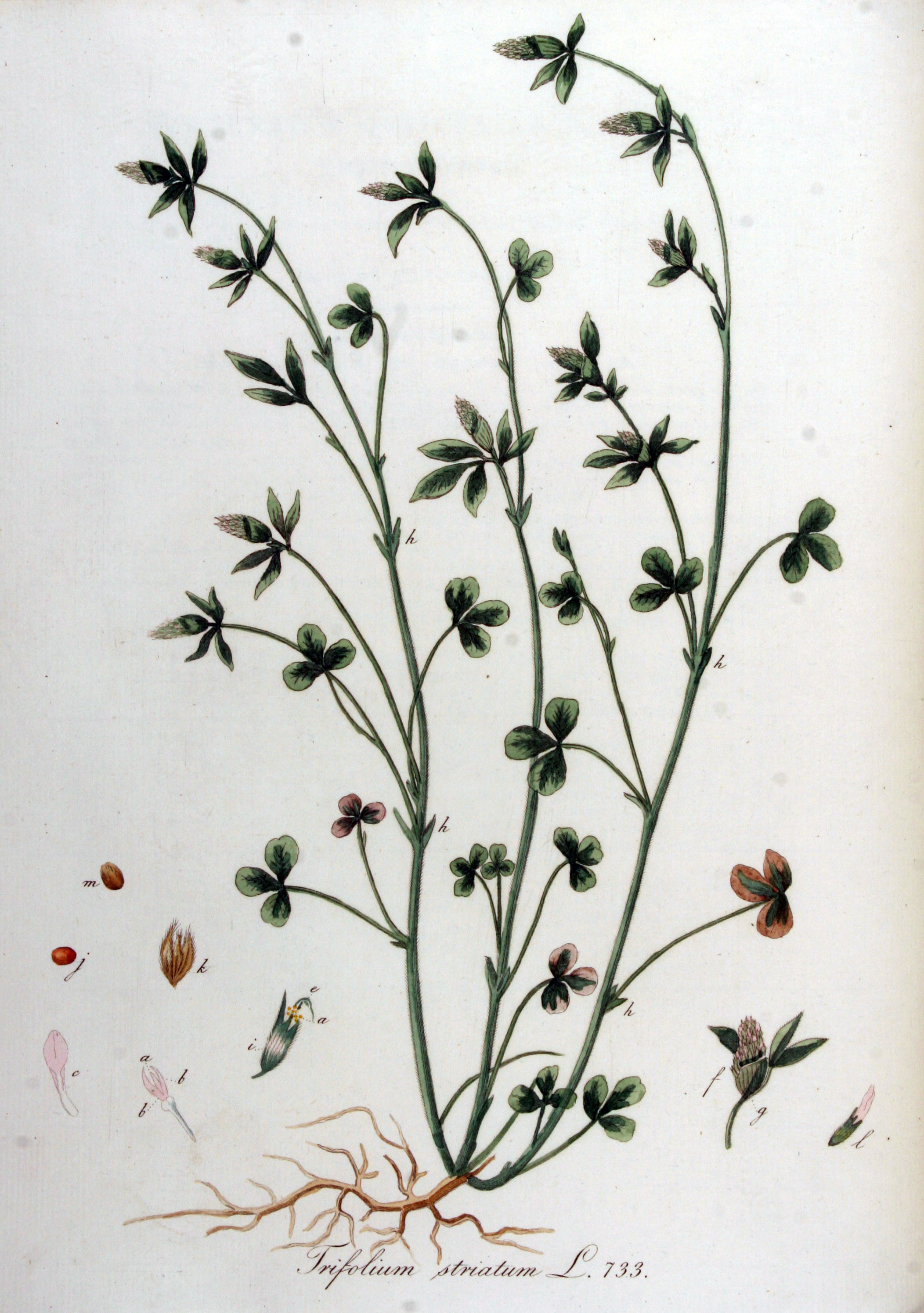